# 覇天会
合気道覇天会（はてんかい）は、横浜に本拠を置く合気道団体。合気道選手権大会での優秀な実績を持つ実力派合気道団体。国際合気道連合を主催している。キャッチコピーは「優雅なる技の織り成す芸術 覇天会合気道」。

## 概要
合気道覇天会は、伝統的な合気道理念を継承しつつ、現代社会における実戦的な技術を追求する団体です。その武道哲学は、師範が古都・鎌倉での武術修行を通じて、感銘を受けた武士道の精神や鎌倉という地の美に基づいています。この経験により、覇天会は**「強さ」と「優雅さ」**を両立させる独自の武道哲学を確立しました。
覇天会の提唱するフルコンタクト合気道とは。フルコンタクト合気道は、伝統的な合気道に打撃技術（当身）を取り入れ、実戦的な技術を重視した稽古方法を指します。このアプローチは、合気道本来の技術を最大限に活かしつつ、打撃の連打や実戦的な攻防を取り入れることで、現代の武道・格闘技や現実的な護身術に通用する技術を習得することを目的としています。

##### 背景
合気道は、元々「当身」（打撃）を重視した武道であり、「当身七割」という言葉に代表されるように、打撃技術が合気道の重要な要素の一つでした。しかし、時代の変遷とともに、その重要性は薄れ、特に現代の合気道団体では打撃技術の稽古が省略されることが多くなっています。これに対し、覇天会は伝統的な合気道の技術にフルコンタクト制の打撃を加えることで、実戦性を高める稽古方法を提案しています。

##### フルコンタクト合気道の理念
フルコンタクト合気道の主な特徴は、フルコンタクトの打撃を活かすと同時に打撃を捌く技術を養うことです。具体的には、以下の2点が重要です。
- 打撃を捌く： 相手からの打撃を受け流したり、かわしたりすることで、相手の攻撃を無効化します。これにより、合気道の技をかける際に相手の攻撃を効果的に捌く力を養います。
- 打撃を活かす：打撃と合気道技を連動させることで、相手に隙を作り、技に入るタイミングを作り出します。これにより、相手の動きを制し、合気道の技がより効果的に決まるようになります。

また、「直接ぶつかるわけではない」という点も重要です。フルコンタクト合気道では、単に力をぶつけ合うのではなく、相手の力を受け流すことを重視しています。相手の攻撃を無駄なく流し、自分に有利な形に変換する技術が求められます。

##### 実戦的な稽古内容
フルコンタクト合気道では、型稽古に加え、実戦を意識した多様な練習が行われます。主な稽古内容には以下のものがあります。
- 打撃技や連絡技を組み合わせた連続的な攻防の練習。
- ミット打ちなどの反復練習を通じて、打撃を受けた際の反応や捌き方を学びます。

また、２０１９年より「ユニファイド合気道ルール」を制定し、防具を着用した上で、合気道独自の顔面攻撃（正面打ちや横面打ち）を認める組手を行います。このルールにより、空手や他の武道からの流用ではない、合気道独自の打撃技を実戦的に取り入れることが可能となり、実戦性が大幅に向上しました。

##### 伝統と現代の融合
合気道はその哲学と技術において深い歴史を有していますが、現代の実戦に適応させるためには進化が必要とされています。フルコンタクト合気道は、合気道の伝統的な技術を守りつつ、現代の実戦に適応するための進化を追求しています。合気道は単なる「攻撃」や「防御」の技術を学ぶだけでなく、相手との調和を生み出し、相手の力を最大限に引き出すための道です。

##### フルコンタクト合気道の目的
フルコンタクト合気道の目的は、以下の通りです。
- 相手の攻撃を捌くタイミングや空間の支配を習得し、実戦で有効に活用できる技術を身につける。
- 合気道の本質である、相手の力を流し、その勢いを逆手に取る技術を効果的に使用できるようにする。
- 打撃を活かしながら、必要なタイミングで技を決める能力を養う。

##### 未来への挑戦
覇天会は、フルコンタクト合気道として、現代に適応させた実戦的な技術を提供することを目指しています。その稽古方法は、伝統を守りながらも、新たな挑戦を重ねることで、強い心と体を育成することを目的としています。合気道という奥深い道を歩むことで、実践的な技術と心の成長を同時に達成することが可能です。

## 系譜
創設者は現宗家(筆頭師範兼任)の藤崎天敬（ふじさきてんけい）。2006年に合気道S.A.より分派した。
藤崎は合気道S.A.では「指導員コース」過程を経て「教授参段位」を取得し、東京本部指導員を務めていた。合気道S.A.主催のリアル合気道選手権大会では三度の優勝を果たしている。リアル合気道選手権大会はオープントーナメントで行われ、他の合気道団体の高段者や柔道・空手・拳法の三段四段レベルの選手も出場している。
藤崎は武道及び格闘技において計18段位を取得し、それらの熟練の技を無理のない形で合気道に取り入れ、覇天会合気道を創始した。
覇天会は合気道の試合実績があるという意味で稀有であり、信頼性が高いといえる。

## 他団体・他武道との交流

### 他武道との交流
覇天会では、合気道以外の武道の方々との交流も行っており、中には世界チャンピオンレベルの武道家との交流がある。
空手道剛柔会の形世界チャンピオンで総合格闘技ZSTファイターの福山博貴先生やスポーツチャンバラ長槍世界チャンピオンの河原瑠我先生、伝統空手「組手」で日本一を4回経験している花車勇武先生らは、覇天会との友好的な交流を持っている。

### 他団体との交流
過去に全日本空道連盟大道塾の総本部にて、覇天会のフルコンタクト合気道クラスが開かれていた。

## 覇天会という団体名の意味について
「天」とは高く大きな存在であり、人々が目指す大きな目標の象徴でもある。覇天会の天の字にはこのような高い目標や大きな存在となる事を表現している。そして「覇」は強さや支配と言う意味がある。会員が自分自身を正しく律して支配し、強くなることを示している。また「覇気」あふれる活き活きとした人間になる事を意味している。
合気道は技術や肉体的な強さだけではなく、精神的な修行も大切なためこの名前には「天を目指すことで心身ともに成長し、自分自身を正しく律して精神的な覇者となり、覇気のある（活き活きとした）人間になる事」を表現している。
覇天会は合気道を通じて、健やかな身体と強靭な精神を持つ人材を育成することを目標としている。健康的で強く、高い目標を持ち、人々に貢献することを象徴している。

## ルール

### ユニファイド合気道ルール（現在のメインルール）顔面への手刀打ちの導入
ユニファイド合気道ルールは、従来のフルコンタクト合気道ルールを基盤としつつ、より実践的な要素を取り入れた新しい試合形式です。２０１９年より実施。顔面への手刀打ちの導入・後ろ首絞め・岩石落としの追加が特徴的です。
追加された主な有効打・技:
- 顔面への手刀打ち: 従来のルールでは禁止されていた顔面への手刀打ちが認められました。ボディへの打撃は従来のフルコンタクトルールに準じます。
- 絞め技: 後ろ首締めが新たに有効な絞め技として追加されました。
- 投げ技: 岩石落とし、片足タックルといった、より実戦的な投げ技が認められました。

ルール改定の意図:
これらのルール変更により、ユニファイド合気道は、より幅広い状況に対応できる実践性を高めることを目指しています。
従来のルールからの変更点（概要）:
- 顔面への打撃の解禁（手刀打ち）
- 絞め技の追加（後ろ首締め）
- 投げ技の追加（岩石落とし、片足タックルなど）

ユニファイド合気道ルールは、従来の合気道の技術に加え、打撃やより多様な体勢からの攻防を取り入れることで、競技としての新たな可能性を追求しています。
フルコンタクト合気道ルール（旧ルール））
- 立ち技状態での手首・肘・肩への関節技を認める（捨て身技・指取りに関しては安全面から制限あり）。
- 関節技を伴わない投げ技は、正面入り身投げ・側面入り身投げ・各種呼吸投げを認める。
- 従来の禁止技である、顔面への入り身突き・合気落とし・腰投げ・後ろ倒しを認める。
- 道着と帯の掴みは3秒まで認める。
- 固め技の攻防は10秒まで認める（寝技は禁止）。
- 全ての蹴り技の掴みを認める。
- 立ち技での打撃はフルコンタクトルールに準じるが、離れた間合いでの連打は4連打までとする（組み技状態では連打の制限は無し）。
- 固め技状態での打撃は寸止めとし（実際に当たった場合はダメージがあるであろう場合に限り）4連打で効果のポイントとなる。
- 他 合気道乱取り・打撃組手・打撃の捌き組手・武器取り護身組手・多人数掛け乱取りなどがある。

## 競技試合
年に１回～2回（春・秋）に「フルコンタクト合気道選手権大会」を開催している。２０２５年時点で第２７回大会まで開催されている。

## 覇天会合気道の技術体系と理念構造
覇天会合気道は、伝統的な合気道の理念を礎にしながらも、実戦に通用する制圧技術の完成を追求する現代武道です。その構成は以下の四段階に整理されます：
1. 思想的基盤：「武産合気（たけむすあいき）」
2. 具体的技術：「流転する立ち関節（るてんするたちかんせつ）」
3. 技術的到達点：「掌握の境地（アブソリュートコントロール）」
4. 精神的到達点：「和合」最終的には、相手との調和を保ちながら、争いを避け、事態を円滑に収める精神的な到達点です。

### 思想的基盤：武産合気（たけむすあいき）
武産合気とは、伝統的な合気道の考えであり、宇宙の生成と調和に例えられる、無限の創造力と変化への即応性を象徴する合気道の原初的理念です。状況や相手に応じ、固定的な形にとらわれず、自然に技が発生する「技の自在性」「無限性」を意味します。

### 具体的技術：「流転する立ち関節」
この思想を実戦に落とし込んだ技術体系が、「流転する立ち関節」です。
- 定義：相手の動き・力の流れに即応し、複数の立ち関節技を水の流れのように淀みなく連動させ、相手を制圧する技術。
- 特徴：
  - 固定化された「型」ではなく、変化し続ける状況に対応する。
  - 複数の技をよどむことなく素早く連動させる「流転」が基本。
  - 熟練者は10以上の関節技を連動可能。
- 目的：相手のバランスを崩し、反撃の隙を与えず、主導権を取り続ける。

### 技術的到達点：「掌握の境地（アブソリュートコントロール）」
一瞬で決める、「完璧な掌握力」。
 相手を傷つけず制圧する、覇天会合気道が目指す極致。

### 定義
「掌握の境地」とは、覇天会が目指す技術的極致、相手に不要な苦痛を与えることなく、状況に応じて確実に主導権を取り、瞬時に制圧する技術的・精神的境地を指します。以下の三要件を満たすことが求められます：

#### 掌握の境地の三要件
1. 迅速かつ確実な掌握力
  - 厳密な掌握（10秒以内）：即時制圧。相手に反撃の機会を与えない。
  - 標準的な掌握（30秒以内）：迅速な主導権確保と制圧。
  - 広義の掌握：格上の相手でも、時間をかけて確実に制圧。
2. 技術の有機的連携
  - 合気道技による力の受け流しと崩し。
  - 崩した体勢に対して、関節技・投げ・打撃を状況に応じて有機的に連動。
  - 「流転する立ち関節」を中心とした柔軟な技変化。
3. 相手への配慮
  - 相手を傷つけず、不必要な苦痛を与えない制圧を目指す。（高い精神性が求められる）
  - 打撃も最小限にとどめ、「戦意喪失」を目的とする。

#### 技術連携の具体例（小手返しにおける掌握の境地）
- ワンツー攻撃に対して → 捌き →肘締めを掛けるも抵抗→ 小手返しへ変化し制圧
- 右スイングパンチに対して→捌き→受け流し→小手返しで制圧
- 掴みに対して → 打撃で崩し →一教抑えで深く崩し →小手返しで制圧
- 蹴り技に対して → 蹴りを捌き → 手刀による牽制 → 小手返しで制圧
- 防御を誘導 →手刀で牽制→防御させる→防御を利用し 体勢崩し → 小手返しで制圧
- 逆突きに対して →捌き→防御が強固な場合→効果的な連打の後 → 小手返しで制圧

#### 「掌握の境地」に含まれる/含まれない行為
- 含まれる：
  - 合気道技の崩し＋最小限の打撃による制圧
  - 技が主で、打撃は補助・仕上げ
- 含まれない：
  - 合気道技を伴わず、打撃のみで制圧
  - 不要な苦痛・重傷を与える攻撃

#### 【掌握の境地】は武道哲学の体現である

##### 武産合気の実戦的具現化
「流転する立ち関節」による自在な技の連携は、まさに武産合気が実戦で機能する状態。

##### 勝速日（かつはやひ）の技術的実現
瞬間的に主導権を取り、相手に対し攻撃の余地を与えない「厳密な掌握」は、勝利を先取りする勝速日の（技術面での）体現

##### 和合の精神
「掌握」とは、相手を打ち負かすことではなく、むしろ「無力化」を通じて危機的状況を未然に防ぐことです。これは合気道における「和合」の概念が、技術として具現化された形でもあります。最終的には、完全に争いを避ける精神的な境地、すなわち「和合」の状態を目指すことが求められます。

#### 掌握の境地とは
- 哲学：「技術による制圧」と「和合」の融合。
- 技術：「流転する立ち関節」を軸にした自在な技術連携。
- 目的：あらゆる状況下でも、最短で状況を制御すること。
- 実戦的意義：護身・自己鍛錬・平和的対処能力の獲得。

#### 筆頭師範・藤崎天敬師範の言葉から
「掌握の境地」とは、単に勝つことではありません。
 それは、力と冷静さを備え、相手を制しながら傷つけず、状況を収める智慧の結晶です。
 技の完成だけではなく、人間性を高めるための道でもあるのです。
出典　合気道横浜駅前教室（覇天会）ホームページより